# Slatina (okres Plzeň-sever)
Slatina (nebo také Slatiná) je obec v okrese Plzeň-sever v Plzeňském kraji. Žije v ní 64 obyvatel a její katastrální území zaujímá 587 hektarů. Obec je součástí Mikroregionu Kralovicko.

## Poloha
Slatina se nachází jedenáct kilometrů východně od Kralovic v mělkém údolí Slatinského potoka, který odtéká v severovýchodním směru k vrchu Hradiště, kde se vlévá do blízké říčky Javornice.

## Historie
Písemně je ves poprvé zmiňována 1327, kdy Božetěch ze Slatiny vysadil rychtu v nedalekém Milíčově. Vladykové ze Slatiny seděli na dvorci pod vsí, ta však koncem 14. století zpustla. Ondřej řečený Špalek, vnuk Božetěcha, získal roku 1406 Zvíkovec, kde se usadil. Slatina se stala součástí zvíkovského panství, které před polovinou 15. století na krátký čas získali pánové z Dubjan. Od nich jej koupil Václav z Brodů, jehož rod jej držel až do roku 1561, kdy jej Bohuslav z Brodů prodal Johance z Kolovrat. I ta nedržela Slatinu dlouho a roku 1570 ji prodala Janu Chlumčanskému z Přestavlk. Od něj získal roku 1584 ves Jan Týřovský z Ensidle na Hřebečníkách a Skryjích a o rok později ji připojil ke chříčskému panství.
V průběhu třicetileté války byla Slatina vypálena, v roce 1651 bylo ve vsi pouhých sedm usedlostí s 35 obyvateli, roku 1654 devět usedlostí. Roku 1701 prodali bratři Týřovští pro velké dluhy chříčské panství včetně Slatiny hraběti Václavu Josefu Lažanskému za 211 tisíc zlatých a 500 zlatých klíčného. K roku 1713 bylo ve Slatině 15 usedlostí se zhruba stovkou obyvatel. Po smrti V. J. Lažanského roku 1715 dědila panství jeho manželka, hraběnka Marie Gabriela Lažanská, která odkázala část chříčského panství, notně zadluženého, pražskému Ústavu šlechtičen. Zbylou část spolu se Slatinou získal ústav roku 1764 a držel až do zániku patrimoniální správy.
V roce 1900 bylo ve vsi 35 domů, ve kterých žilo 256 obyvatel.

## Obyvatelstvo
| Rok            | 1869 | 1880 | 1890 | 1900 | 1910 | 1921 | 1930 | 1950 | 1961 | 1970 | 1980 | 1991 | 2001 | 2011 | 2021 |
| -------------- | ---- | ---- | ---- | ---- | ---- | ---- | ---- | ---- | ---- | ---- | ---- | ---- | ---- | ---- | ---- |
| Počet obyvatel | 229  | 247  | 240  | 256  | 207  | 222  | 195  | 119  | 127  | 123  | 100  | 91   | 80   | 65   | 53   |
| Počet domů     | 20   | 34   | 35   | 37   | 40   | 40   | 41   | 42   | 34   | 31   | 30   | 34   | 34   | 19   | 35   |

## Obecní správa
Mezi lety 1850–1960 byla Slatina obcí v okrese Kralovice (1850–1930), posléze v okrese Plasy (1950) a později v okrese Plzeň-sever. V letech 1960–1990 patřila jako část obce k Chříči a od 24. listopadu 1990 je opět samostatnou obcí. V letech 1850–1921 k obci patřila Lhota.

## Pamětihodnosti
Malá protáhlá náves je obklopena domky, mezi nimiž vyniká roubenka čp. 29. V čp. 11 a 12 jsou dochovány roubené stodoly. V čp. 20 je mimořádně dobře zachovalý srub–výměnek. Na návsi stojí křížek z roku 1848 a památník obětem první světové války.
Na vrchu Hradiště na severovýchod od Slatiny bylo v letech 1831–1833 objeveno opevnění se zbytky čtyřboké věže, možná slatinská tvrz. Malý středověký hrádek mohl zaniknout vypálením v roce 1425 při husitském tažení. Celé hradiště, nazývané též Deliba, o rozloze přes 1 ha je archeologickou památkou.

## Osobnosti
Jakub Čermín (1917–2009), předseda Českého svazu bojovníků za svobodu, politický vězeň

## Okolí
Slatina sousedí s vesnicí Milíčov na severozápadě, Lhotou na východě, Chříčí na jihu, Holovousy na jihozápadě a Hedčany na západě, tím směrem také leží zanikající hospodářský dvůr Březsko. Ves leží na okraji CHKO Křivoklátsko nad údolím řeky Javornice.